# Xestocephalinae
Xestocephalinae  (лат.) — подсемейство прыгающих насекомых из семейства цикадок (Cicadellidae). Около 200 видов и 7 родов. Пантропическая группа с небольшим представительством в умеренном поясе Северной Америки и восточной Палеарктики. Макросетальная формула задних бёдер равна 2+1+1 (Xestocephalini) или 2+2+1 (Portanini). Биология малоизучена. Нимфы некоторых видов рода Xestocephalus кормятся на корнях травянистых растений, а представители трибы Portanini встречаются в тропических лесах. Обладают сходством с Aphrodinae и Deltocephalinae.
- Portanini
  - Paraportanus[3]
- Xestocephalini
  - Xestocephalus Van Duzee, 1892[4]